# Druckerei und Verlag Ernst Vögel
Die Druckerei und Verlag Ernst Vögel Gesellschaft mit beschränkter Haftung ist eine Druckerei und ein Verlag mit Sitz in Stamsried. Das Familienunternehmen wurde 1961 gegründet und wird in zweiter Generation von Ernst Vögel jun. (* 1949) und seiner Frau Hildegard geführt.
Das Unternehmen verlegt insbesondere wissenschaftliche Literatur, daneben Schriften der Bayerischen Landeszentrale für politische Bildungsarbeit und anderer Landeszentralen für politische Bildung. Der ursprünglich zum Unternehmen zählende Fachverlag für Baurecht VOB-Verlag Ernst Vögel wurde 1993 selbständig und 1995 verkauft, er kooperiert bei Druck und Vertrieb jedoch noch mit dem Stammhaus. Mit eigenem Verlagsprofil, rechtlich jedoch unselbständig wird unter dem Label Care-Line Verlag ein Sortiment mit Ratgebern, Lernhilfen und Unterrichtsmaterialien für Grundschule und Sekundarstufe I vertrieben, das durch das kostenlose Onlineangebot PauCare ergänzt wird. Daneben führt das Unternehmen Druckaufträge für Dritte aus, so lässt z. B. die Landtagsfraktion der CSU ihre Druckerzeugnisse dort herstellen.   
Firmenchef Vögel ist neben seinen Aufgaben als Unternehmer auch gesellschaftlich engagiert: So wurde er 2005 Kassenprüfer beim Kreisverband Cham der CSU-Mittelstands-Union und übernahm 2008 den Vorsitz der Arbeitsgemeinschaft für Unternehmensführung im Handwerk e. V. in Regensburg. 